# Portraits à la campagne
Portraits à la campagne est un tableau réalisé par le peintre français Gustave Caillebotte en 1876. 

## Sujet
Cette huile sur toile est une scène de genre qui représente quatre femmes assises dans un jardin, les trois les plus proches occupées par des travaux d'aiguille, la dernière par de la lecture. 
Il s'agit d'un portrait de famille figurant trois parentes de l'artiste avec une amie dans la propriété Caillebotte, acquise par son père à Yerres, dans ce qui est aujourd'hui l'Essonne. 

## Histoire
Présentée en avril 1877 à la troisième exposition impressionniste,  à Paris, l'œuvre est offerte en cadeau par son créateur à sa cousine Zoé, dont la sœur Marie figure au premier plan, à l'occasion de son mariage le 17 juin 1887 à Bayeux. 
Elle est conservée au musée d'Art et d'Histoire Baron-Gérard, dans cette commune du Calvados, depuis un don en 1947.